# Jacques Rouxel (décorateur)
Pour les articles homonymes, voir Jacques Rouxel.
Jacques Rouxel est un chef décorateur et décorateur français du cinéma et du théâtre.

## Filmographie

### Chef décorateur
- 1981 : Au bon beurre (téléfilm) d'Édouard Molinaro
- 1984 : Le Roi de la Chine (téléfilm) de Fabrice Cazeneuve
- 1985 : Elsa, Elsa de Didier Haudepin
- 1989 : La Soule de Michel Sibra
- 1989 : Un tour de manège de Pierre Pradinas
- 1990 : L'Ami Giono : Ivan Ivanovitch Kossiakoff (téléfilm) de Fabrice Cazeneuve
- 1990 : Cyrano de Bergerac de Jean-Paul Rappeneau
- 1991 : Sushi Sushi de Laurent Perrin
- 1991 : Les Enfants de la plage (téléfilm) de Williams Crépin
- 1991 : Cuentos de Borges - épisode Emma Zunz
- 1993 : L'Affaire Seznec (téléfilm) d'Yves Boisset
- 1993 : L'Honneur de la tribu de Mahmoud Zemmouri
- 1994 : Regarde les hommes tomber de Jacques Audiard
- 1995 : Le Roi de Paris de Dominique Maillet
- 1995 : Le Hussard sur le toit de Jean-Paul Rappeneau
- 1996 : Regards d'enfance - épisode L'enfant sage
- 1997 : Pardaillan (téléfilm) d'Édouard Niermans
- 1997 : C'est pour la bonne cause de Jacques Fansten
- 1998 : Zonzon de Laurent Bouhnik
- 1998 : Lautrec de Roger Planchon
- 1999 : Le Derrière de Valérie Lemercier
- 2000 : Épouse-moi d'Harriet Marin
- 2002 : Une affaire privée de Guillaume Nicloux
- 2003 : Bon Voyage de Jean-Paul Rappeneau
- 2005 : Animal de Rose Bosch
- 2006 : Président de Lionel Delplanque
- 2008 : Le Septième juré (téléfilm) de Édouard Niermans
- 2008 : Ca$h d'Éric Besnard
- 2009 : Coco de Gad Elmaleh
- 2010 : La Marquise des ombres (téléfilm) d'Édouard Niermans
- 2012 : La Vérité si je mens ! 3 de Thomas Gilou
- 2013 : Turf de Fabien Onteniente
- 2013 : Crossing Lines (série télévisée) d'Edward Allen Bernero - (épisodes 1 à 10)
- 2014 : Diplomatie de Volker Schlöndorff
- 2014 : La Dernière Échappée (téléfilm) de Fabien Onteniente
- 2015 : Le Talent de mes amis d'Alex Lutz
- 2016 : Camping 3 de Fabien Onteniente
- 2019 : Made in China de Julien Abraham
- 2022 : Maison de retraite de Thomas Gilou

### Décorateur
- 2000 : Le jour de grâce de Jérôme Salle (court métrage)

## Distinctions

### Récompenses
- 1999 : César des meilleurs décors pour : Lautrec
- 2004 : César des meilleurs décors pour : Bon Voyage partagé avec Catherine Leterrier

### Nominations
- 1991 : Oscar des meilleurs décors pour : Cyrano de Bergerac partagé avec Ezio Frigerio[1]
- 1996 : César des meilleurs décors pour : Le Hussard sur le toit partagé avec Ezio Frigerio[1] et Christian Marti

## Théâtre

### Décors
- 2005 : Fantomas, mise en scène Pierre Pradinas
- 2008 : L'Enfer, mise en scène Pierre Pradinas